# Instituto Indiano de Ciências
O Instituto Indiano de Ciências (Indian Institute of Science - IISc) é uma universidade pública de pesquisa, considerada de alto nível (deemed university), para ensino superior e pesquisa em ciências, engenharia, design e administração. Está localizado na cidade de Bangalor, Carnataca, no sul da Índia. O instituto foi fundado em 1909 com o apoio ativo de Jamsetji Tata e, por isso, também é conhecido localmente como "Instituto Tata". Está classificado entre as instituições acadêmicas de maior prestígio na Índia e tem o maior número de citações por corpo docente entre todas as universidades do mundo. Recebeu o status de universidade considerada em 1958 e foi reconhecido como um Instituto de Eminência (Institute of Eminece - IoE) em 2018.

## História

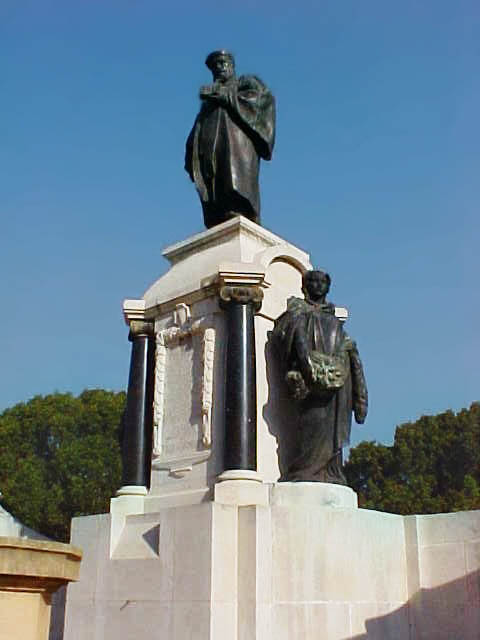
Jamsetji Tata, fundador.

Depois de um encontro acidental entre Jamsetji Tata e Swami Vivekananda, em um navio em 1893, onde discutiram o plano de Tata de trazer a indústria siderúrgica para a Índia, Tata escreveu para Vivekananda cinco anos depois: "Acredito que você se lembre de mim como um companheiro de viagem em sua viagem do Japão para Chicago. Lembro-me muito bem, neste momento, de suas opiniões sobre o crescimento do espírito ascético na Índia... Lembro-me dessas ideias em relação ao meu projeto de Instituto de Pesquisa Científica para a Índia, do qual o senhor sem dúvida ouviu ou leu".
Impressionado com as opiniões de Vivekananda sobre ciência e capacidade de liderança, Tata queria que ele guiasse sua campanha. Vivekananda endossou o projeto com entusiasmo, e Tata, com o objetivo de promover as capacidades científicas do país, constituiu um comitê provisório para preparar um plano para a criação de um instituto de pesquisa e ensino superior. O comitê apresentou um esboço de proposta ao vice-rei George Curzon em 31 de dezembro de 1898. Posteriormente, Sir William Ramsay, ganhador do Prêmio Nobel, foi chamado para propor um local adequado para essa instituição e sugeriu Bangalor como o melhor local.
O terreno e outras instalações para a instituição foram doados pelo marajá Krishnaraja Wadiyar IV e pela Tata. O marajá doou cerca de 150 ha de terra; a Tata doou vários edifícios para a criação do IISc. O marajá também concedeu ₹ 5.000.000 para despesas de capital e ₹ 50.000 para despesas anuais. Nizam Osman Ali Khan também contribuiu com cerca de ₹ 3.00.000 em um período de 31 anos.
A constituição do instituto foi aprovada pelo vice-rei Gilbert Elliot Murray-Kynynmond, e a "ordem de transferência" necessária para permitir seu funcionamento foi assinada em 27 de maio de 1909. No início de 1911, o marajá assentou a pedra fundamental do instituto e, em 24 de julho, o primeiro grupo de alunos foi admitido nos Departamentos de Química Geral e Aplicada, sob a direção de Norman Rudolf, e de Eletrotécnica, sob a direção de Alfred Hay. Em dois meses, foi inaugurado o Departamento de Química Orgânica. Em 1958, o instituto foi considerado uma universidade pela Comissão de Subsídios Universitários da Índia (University Grants Commission of India - UGC).
Na época da criação do IISc, em 1909, Morris Travers, colega de trabalho de Sir William Ramsay na descoberta dos gases nobres, tornou-se seu primeiro diretor. Para Travers, essa foi uma continuação natural de seu trabalho no instituto, já que ele havia participado de sua fundação. O primeiro diretor indiano foi o ganhador do Prêmio Nobel Sir Chandrasekhara Venkata Raman.
O instituto foi o primeiro a introduzir um programa de mestrado em engenharia. Também iniciou programas integrados de doutorado em ciências biológicas, químicas, físicas e matemáticas para graduados em ciências naturais.
Em 2018, o IISc foi um dos seis primeiros institutos a receber o status de Instituto de Eminência. Em 2019, o IISc lançou sua declaração de marca: "Descobrir e Inovar; Transformar e Transcender; Servir e Liderar (Discover and Innovate; Transform and Transcend; Serve and Lead)".
Em 2022, o IISc recebeu uma doação privada de 425 milhões de rúpias indianas, a maior de sua história para estabelecer um instituto de pós-graduação médica.

## CampusBangalore
O campus do IISc está localizado no norte de Bangalor, a cerca de 6 quilômetros da Estação Ferroviáriade Bangalore e da Estação Rodoviária de Kempegowda, no caminho para Yeshwantpur. O instituto fica a cerca de 35 quilômetros do Aeroporto Internacional Kempegowda. Vários outros institutos de pesquisa, como o Instituto de Pesquisa Raman (Raman Research Institute), a Organização Indiana de Pesquisa Espacial (Indian Space Research Organisation - ISRO), o Instituto de Ciência e Tecnologia da Madeira (Institute of Wood Science and Technology- IWST) e o Instituto Central de Pesquisa de Energia (Central Power Research Institute - CPRI), ficam próximos ao IISc. A maioria desses institutos está conectada ao IISc por um serviço regular de ônibus. O campus abriga mais de 40 departamentos marcados por rotas como a Gulmohar Marga, a Mahogany Marga, a Badami Marga, a Tala Marga, a Ashoka Marga, a Nilgiri Marg, a Silver Oak Marg, a Amra Marga e a Arjuna Marga. O instituto é totalmente residencial e está espalhado por 160 ha de terra no coração da cidade de Bangalor.
O campus conta com seis lachonetes (cafeterias), um complexo esportivo (com ginásio), um campo de futebol e um campo de críquete, cinco refeitórios (salões), um restaurante de culinária variada, nove albergues (dormitórios) masculinos e cinco femininos, uma pista de pouso, uma biblioteca, dois shoppings, e residências dos membros do corpo docente e de outros funcionários, além de outras comodidades.
O campus do IISc abriga espécies de plantas exóticas e nativas, com cerca de 110 espécies de plantas lenhosas. As ruas do campus têm o nome da espécie de árvore dominante da avenida.
A arquitetura do prédio principal, que hoje abriga a administração e o Salão da Faculdade, é de estilo clássico, com uma bela torre cinza na frente. Em frente a ele está a obra de Gilbert Bayes, um monumento erguido em memória de J. N. Tata. Aos seus pés, há uma inscrição que serve para lembrar às gerações futuras a generosidade de Jamsetji Tata e a persistência com que ele trabalhou para o bem-estar da Índia. O edifício, um dos marcos importantes de Bangalor, foi projetado pela C. F. Stevens & Company of Bombay em 1912-13.
Os prédios dos departamentos de metalurgia e aeroespacial foram projetados pelo arquiteto alemão Otto Königsberger em 1940.

## CampusChallakere
Um segundo campus fica em Challakere, em um terreno de 6 km². A infraestrutura desenvolvida aqui inclui o Centro de Desenvolvimento de Talentos, o Centro de Desenvolvimento de Habilidades financiado pela HAL de acordo com a Lei CSR, o Centro de Pesquisa de Energia Solar e um Observatório Climático. O Centro de Tecnologias Sustentáveis iniciou suas atividades aqui sob o projeto "C-BELT", ou seja, o Centro de Bioenergia e Tecnologias de Baixo Carbono.
Janardhana Swamy, na época membro do Parlamento de Chitradurga Lok Sabha, além de ser um ex-aluno notável do IISc e de Amalan Biswas, na época diretor do distrito de Chitradurga, desempenharam papéis importantes na criação do novo campus do IISc em Challakere. Eles foram fundamentais na identificação de todos os 6 km² de terra necessários para o novo campus, na obtenção do arrendamento do prédio existente da fazenda de ovelhas, na obtenção das várias aprovações necessárias do governo e na liberação dos fundos iniciais do Estado.

## Organização e administração

### Divisões acadêmicas, departamentos e centros
Para fins acadêmicos, os departamentos e centros do instituto são amplamente atribuídos à Faculdade de Ciências ou à Faculdade de Engenharia. Para fins administrativos (como recrutamento, avaliação e promoção do corpo docente), os departamentos e centros são classificados em seis divisões, cada uma chefiada por um presidente. Cada departamento ou centro é administrado por um presidente.
| Divisões                           | Departamentos, centros e unidades |
| ---------------------------------- | --- |
| Biologia                           | - Departamento de Bioquímica - Unidade Central de Animais - Centro de Ciências Ecológicas - Centro de Pesquisa de Doenças Infecciosas - Centro de Neurociência - Departamento de Microbiologia e Biologia Celular - Unidade de Biofísica Molecular - Departamento de Reprodução Molecular, Desenvolvimento e Genética |
| Química                            | - Departamento de Química Inorgânica e Física - Centro de Pesquisa de Materiais - Departamento de Química Orgânica - Unidade de Química Estrutural e de Estado Sólido |
| Física e matemática                | - Programa de Astronomia e Astrofísica - Centro de Tecnologia Criogênica - Centro de Física de Altas Energias - Departamento de Instrumentação e Física Aplicada - Departamento de Matemática - Departamento de Física |
| Elétrica, eletrônica e informática | - Departamento de Ciência da Computação e Automação - Departamento de Engenharia de Comunicação Eletrônica - Departamento de Engenharia Elétrica - Departamento de Engenharia de Sistemas Eletrônicos |
| Mecânica                           | - Departamento de Engenharia Aeroespacial - Centro de Ciências Atmosféricas e Oceânicas - Centro de Ciências da Terra - Centro de Design e Fabricação de Produtos - Centro de Tecnologias Sustentáveis - Departamento de Engenharia Química - Departamento de Engenharia Civil - Centro Divecha para Mudanças Climáticas - Departamento de Engenharia de Materiais - Departamento de Engenharia Mecânica |
| Pesquisa interdisciplinar          | - Centro de Infraestrutura, Transporte Sustentável e Planejamento Urbano - Centro de Ciência e Engenharia de Biossistemas - Centro de Estudos Contemporâneos - Centro de Engenharia e Ciência de Nanotecnologia - Departamento de Ciências Computacionais e de Dados - Departamento de Estudos Gerenciais - Centro Interdisciplinar de Pesquisa em Energia - Centro Interdisciplinar de Pesquisa sobre Água - Ciência Matemática Interdisciplinar - Centro Robert Bosch para Sistemas Físicos Cibernéticos - Centro de Educação e Pesquisa de Supercomputadores |

Os seguintes centros estão diretamente subordinados ao diretor (sem um presidente de divisão):
- Célula de Arquivos e Publicações
- Centro de Educação Continuada
- Centro de Aconselhamento e Suporte
- Centro de Consultoria Científica e Industrial
- Centro de esquemas e projetos patrocinados
- Campus Digital e Escritório de Serviços de TI
- Biblioteca Memorial J. R. D. Tata
- Escritório de Comunicações
- Escritório de Desenvolvimento e Assuntos de Ex-alunos
- Escritório de Subsídios à Pesquisa
- Escritório de Propriedade Intelectual e Licenciamento de Tecnologia
- Escritório de Relações Internacionais
- Centro de Desenvolvimento de Habilidades
- Centro de Desenvolvimento de Talentos

Sociedades e Centros autônomos sediados no Instituto:
- Sociedade de Tecnologias Avançadas de Energia de Bioresíduos
- Centro de Pesquisa do Cérebro
- Sociedade para Inovação e Desenvolvimento

## Atividades acadêmicas

### Programas acadêmicos

#### Programas de pesquisa de pós-graduação
Os alunos de pesquisa constituem mais de 60% dos alunos do campus. Os programas de doutorado são oferecidos em 40 disciplinas diferentes. Os programas de pesquisa que levam a diplomas de doutorado são o principal impulso em muitos departamentos. O programa tem uma quantidade limitada de trabalhos de curso, essencialmente para preparar o aluno para realizar a pesquisa, mas a ênfase principal está no trabalho de tese. Anualmente, ingressam aproximadamente 575 alunos de pesquisa, com vários candidatos patrocinados por instituições educacionais e indústrias (por meio do Programa de Registro Externo).
O programa de doutorado integrado foi concebido para oferecer oportunidades aos graduados de bacharelado de 3 anos para a realização de pesquisas avançadas nas áreas de ciências biológicas, químicas, matemáticas e físicas, levando ao grau de doutorado.

#### Programas de cursos de pós-graduação
O programa MTech de dois anos está disponível em quase todos os departamentos de engenharia. A maioria dos programas MTech tem um conjunto de cursos básicos especificados como requisito essencial, enquanto os alunos podem obter o restante dos créditos de muitos cursos disponíveis em seus departamentos de origem ou em outros departamentos e também fazer um trabalho de dissertação sobre o tópico de sua escolha.
Os graus de mestrado oferecidos pelo instituto são classificados em duas categorias: graus por curso (MTech, M.Mgt. e M.Des.) e graus por pesquisa (MTech - pesquisa).
O Departamento de Estudos Gerenciais oferece um programa de Mestrado em Administração exclusivamente para graduados em engenharia. O Centro de Design e Fabricação de Produtos oferece o curso de Mestrado em Design (M.Des.). Iniciado em 1996, o programa M.Des. é um programa de pós-graduação de dois anos, em tempo integral.
De acordo com a recente Política Nacional de Educação da Índia (National Education Policy - NEP 2020), o IISc lançou o programa de mestrado em tecnologia (totalmente on-line), para engenheiros e cientistas em exercício a partir do ano acadêmico de 2022-2023. O programa de graduação é destinado a profissionais patrocinados por organizações, que já possuem um diploma BE/BTech/equivalente e desejam aprimorar ou se requalificar em áreas como Ciência de Dados e Análise de Negócios, Inteligência Artificial, Engenharia Eletrônica e de Comunicação.
O Instituto anunciou recentemente um programa de mestrado em Ciências da Vida e Ciências Químicas a partir do ano acadêmico de 2022-23. Esses programas de mestrado de 2 anos consistem em cursos básicos e flexíveis e treinamento prático em laboratório. O objetivo do projeto é desenvolver habilidades experimentais em técnicas avançadas de pesquisa, levando a um projeto de pesquisa de tese independente. Os alunos matriculados nos programas de mestrado podem personalizar seus cursos e projetos de pesquisa.

#### Programa de graduação
Um programa de graduação em ciências para alunos após a Turma XII foi concebido durante as comemorações do centenário em 2009. O primeiro grupo de alunos foi admitido em 2011. O programa oferece um Bacharelado em Ciências (Pesquisa) de quatro anos e um curso de Mestrado em Ciências integrado de cinco anos em seis disciplinas: Biologia, Química, Ciência Ambiental, Ciência dos Materiais, Matemática e Física. O objetivo do curso é expor os alunos à natureza interdisciplinar na qual a pesquisa científica é feita em muitos campos futuros.
Um novo programa de graduação BTech em Matemática e Computação busca entrar em uma área de nicho com o objetivo de produzir futuros líderes que estarão na vanguarda da pesquisa, desenvolvimento e inovação em disciplinas futurísticas e tecnologias de próxima geração que exigem o uso profundo de matemática, ciência da computação e ciência de dados.

### Biblioteca Memorial J. R. D. Tata
Além da biblioteca principal, o instituto também tem bibliotecas departamentais independentes. A biblioteca mudou-se para as instalações atuais em janeiro de 1965, construídas com subsídios fornecidos pela UGC, em comemoração às celebrações do jubileu de ouro do instituto em 1959. Em 1995, a biblioteca foi renomeada como "Biblioteca Memorial J. R. D. Tata". O Conselho Nacional de Matemática Superior (National Board for Higher Mathematics - NBHM) reconheceu essa biblioteca como Centro Regional de Matemática para a região sul e continuou a conceder um subsídio especial para a assinatura de periódicos de matemática.
O orçamento anual da biblioteca é de mais de 100 milhões de rúpias (quase R$ 5,9 milhões), sendo que somente a assinatura de periódicos é de cerca de 90 milhões de rúpias. Atualmente, a biblioteca recebe mais de 1.734 títulos de periódicos, dos quais 1.381 são assinados, enquanto os demais títulos são recebidos gratuitamente ou por troca. Cerca de 600 títulos podem ser acessados por meio da assinatura da biblioteca. Além disso, mais de 10.000 periódicos podem ser acessados on-line, graças à assinatura do INDEST. O acervo total da biblioteca ultrapassa 411.000 documentos.

### Instalação de computação central
O Centro de Computação, criado em 1970 como uma instalação central de computação, tornou-se o Centro de Educação e Pesquisa em Supercomputadores (Supercomputer Education and Research Centre - SERC) em 1990 para oferecer instalações de computação ao corpo docente e aos alunos do instituto. O SERC foi criado e totalmente financiado pelo Ministério de Desenvolvimento de Recursos Humanos (MHRD), Governo da Índia, para comemorar o jubileu de platina do instituto. Ele abriga o primeiro supercomputador de petascale da Índia, o Cray XC40, o antigo supercomputador mais rápido da Índia.
Além de funcionar como uma instalação de computação central do IISc, o SERC está envolvido em programas de educação e pesquisa em áreas relacionadas ao desenvolvimento e à aplicação de supercomputadores. O centro também está envolvido em vários projetos de pesquisa patrocinados em colaboração com várias agências governamentais e privadas de alto nível.

### Colaborações acadêmicas e industriais
O Instituto colabora com várias organizações governamentais, como a Fábricas de Artilharia da Índia (Indian Ordnance Factories), Organização de Pesquisa e Desenvolvimento de Defesa (Defence Research and Development Organisation - DRDO), Organização Indiana de Pesquisa Espacial (Indian Space Research Organisation - ISRO), Bharat Electronics Limited (BEL), Agência de Desenvolvimento Aeronáutico (Aeronautical Development Agency - ADA), Laboratórios Aeroespaciais Nacionais (National Aerospace Laboratories - NAL), Conselho de Pesquisa Científica e Industrial (Council of Scientific and Industrial Research - CSIR), Departamento de TI do Governo da Índia, Centro de Desenvolvimento de Computação Avançada (Centre for Development of Advanced Computing - C-DAC), etc.
O IISc também trabalha em colaboração com o setor privado e laboratórios de pesquisa. Algumas organizações foram incubadas pela Sociedade para Inovação e Desenvolvimento (Society for Innovation and Development - SID) no campus, incluindo a Morphing Machines e a SandI, enquanto a Gamma Porite está atualmente em incubação. O IISc promove e apóia ativamente os empreendimentos do corpo docente, dos alunos e dos ex-alunos. A Strand Life Sciences e a Ittiam são algumas histórias de sucesso dessa iniciativa. Em março de 2016, uma start-up científica, incubada no IISc, criou o primeiro corante de DNA/RNA de grau alimentício do mundo. Isso pode reduzir o tempo necessário para diagnosticar doenças como o HIV para um dia, em vez dos 45 dias atuais.

### Classificação
| Regional - Geral | Regional - Geral |
| ---------------- | ---------------- |
| ARWU World       | 401-500 (2021)   |
| CWUR World       | 462 (2020-21)    |
| CWTS World       | 282 (2021)       |
| QS World         | 155 (2023)       |
| QS Employability | 301-500 (2022)   |
| RUR World        | 50 (2022)        |
| THE World        | 301-500 (2022)   |
| USNWR Global     | 531 (2020)       |
| Regional - Geral |                  |
| QS Asia          | 56 (2022)        |
| QS BRICS         | 10 (2019)        |
| THE Asia         | 42 (2022)        |
| THE BRICS        | 18 (2022)        |
| USNWR Asia       | 106 (2022)       |

O IISc ficou em 1º lugar em 2022 em termos de citações por corpo docente pelo QS World University Rankings, além disso, o IISc ficou em 2º lugar de forma consistente por mais de 5 anos entre todas as universidades do mundo em termos de citações por corpo docente. O IISc foi classificado entre 301 e 350 no mundo pelo Times Higher Education World University Rankings (THE) em 2021, o melhor instituto da Índia, bem como em 36º lugar no Asia University Rankings de 2020. O QS World University Rankings de 2021 classificou o IISc em 185º lugar no mundo, bem como em 51º no Asia University Rankings e em 10º lugar entre as nações do BRICS. Em 2020, foi classificado em 530º lugar entre as universidades de todo o mundo pelo SCImago Institutions Rankings (SIR). O Academic Ranking of World Universities (ARWU) classificou-o entre 401 e 500 no mundo em 2020. Foi classificado como a melhor universidade da Índia, com uma pontuação de 83,57, pelo ranking universitário do National Institutional Ranking Framework (NIRF) para 2022. Também foi classificado em primeiro lugar, com uma pontuação de 88,62, na categoria de pesquisa pelo NIRF em 2022.

## Atividades docampus

### Eventos
Pravega é o festival anual de ciência, tecnologia e cultura do IISc, em Bangalor. Iniciado em 2013 pelos alunos de graduação do Instituto, o festival geralmente é realizado no terceiro fim de semana de janeiro. O Vijyoshi, um acampamento nacional anual de ciências para alunos do ensino médio e de graduação, é organizado pelo IISc.
O IISc também tem equipes esportivas ativas, sendo as principais as de críquete, futebol, badmínton e vôlei. Elas participam todos os anos do IISM (encontro esportivo inter-IISER) e de vários outros torneios e eventos.

### Associações de ex-alunos
O IISc tem uma associação de ex-alunos (AA) em Bangalor e várias filiais em outros lugares, inclusive nos EUA (IIScAANA). Recentemente, a associação de pais está envolvida em várias disputas. Um dos motivos parece ser o esforço de alguns para permitir que os detentores de diplomas não pertencentes ao IISc façam parte da AA. Uma situação semelhante foi criada no IIScAANA ao permitir que vários membros não pertencentes ao IISc participassem ativamente da equipe. A IIScAANA permite que as pessoas que não concluíram o curso superior se tornem membros, acrescentando uma cláusula "concluíram pelo menos um semestre de curso no IISc" para se qualificarem como membros.

### Clube de música

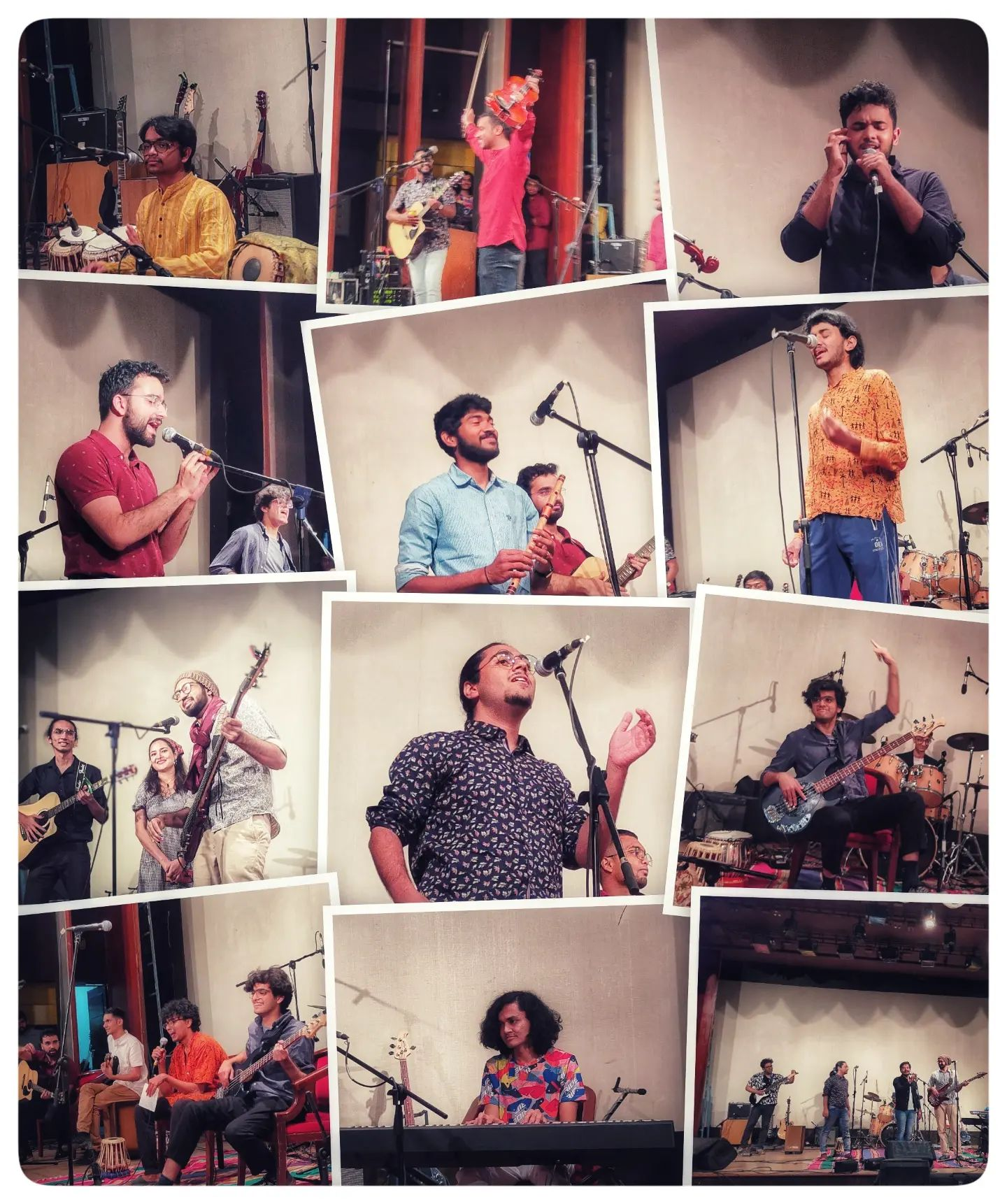
Músicos da Rhythmica se apresentando em seu show anual do Dia dos Fundadores, em março de 2022.

O clube de música mais antigo e atualmente ativo do IISc é o Rhythmica, criado em 2002. Mais de 20 anos após seu nascimento, o clube já teve mais de 40 shows em 2023. O Rhythmica tem sido capaz de oferecer uma variedade inigualável de músicas. Desde o clássico indiano (Hindustani e Carnatic) até o ocidental; do rock ao jazz e ao blues; da música country ocidental ao folclore indiano; das melodias védicas às partituras caseiras compostas por ele mesmo; dos clássicos do início do século XX aos sucessos das paradas do ano em curso.
A Rhythmica realiza três shows exclusivos todos os anos: o show do dia dos fundadores em março/abril, uma apresentação no Sangam (a orientação para calouros do IISc) em agosto e o show do Diwali em outubro/novembro. Desde 2022, o Rhythmica também faz a abertura do Pronites do Pravega (o festival cultural anual do IISc). Os vídeos de seus shows são postados em seu canal no YouTube, com uma página ativa no Instagram e no Facebook também.

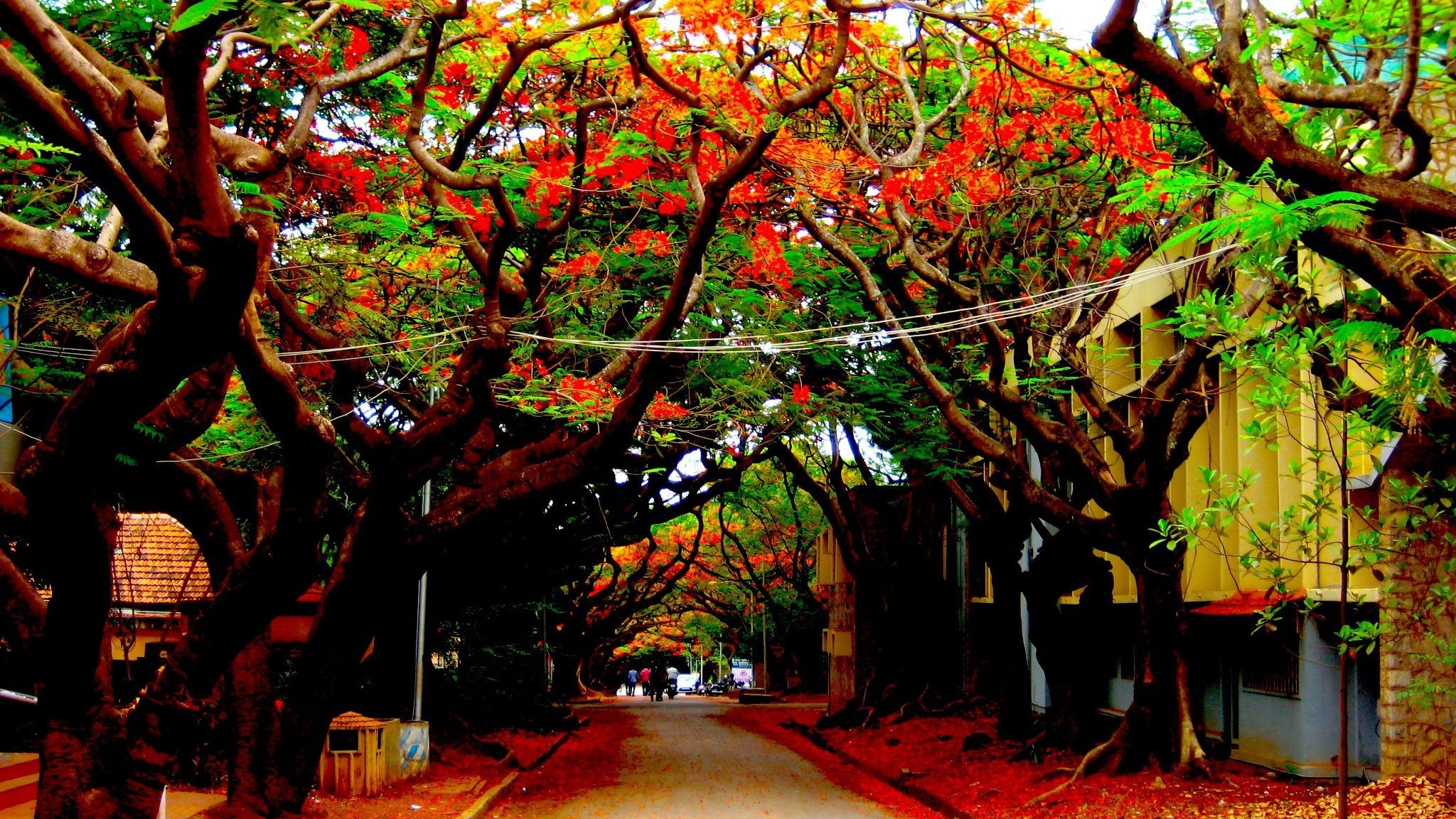
Gulmohar Marg, campus do IISc.

Os membros do Rhythmica são alunos do IISc (graduação, mestrado e doutorado) e também professores.

## Ataque terrorista em dezembro de 2005
Em 28 de dezembro de 2005, dois terroristas começaram a atirar indiscriminadamente dentro do campus do IISc. Munish Chander Puri, um professor do IIT Delhi, morreu no ataque. Outras quatro pessoas ficaram feridas.

## Pessoas de destaque

### Ex-alunos
- V. K. Aatre[78]
- Anuranjan Anand[79]
- Satya Atluri[80]
- Narayanaswamy Balakrishnan[81]
- Siva S. Banda[82]
- Sasanka Chandra Bhattacharyya[83]
- Tavarekere Kalliah Chandrashekar[84]
- Vadapalli Chandrasekhar[85]
- Dipankar Chatterji[86]
- Rajagopala Chidambaram[87]
- Sanjeev Das[88]
- Sanjeev Galande[89]
- S. Ganesh[90]
- N. Gautham[91]
- Rajesh Sudhir Gokhale[92]
- Kunchithapadam Gopalan[93]
- Prashant Goswami[94]
- G. Guruswamy[95]
- Rangachar Narayana Iyengar[96]
- A. M. Jayannavar[97]
- Ritu Karidhal[98]
- P. K. Kelkar[99]
- Mohammad Islam Khan[100]
- Tapas Kumar Kundu[101]
- Pinaki Majumdar[102]
- Debasisa Mohanty[103]
- Saraju Mohanty[104]
- Jarugu Narasimha Moorthy[105]
- M. R. N. Murthy[106]
- Budaraju Srinivasa Murty[107]
- Sudha Murty[108]
- Ramakrishnan Nagaraj[109]
- Ganesh Nagaraju[110]
- Vinay K. Nandicoori[111]
- P. T. Narasimhan[112]
- Shamkant Navathe[113]
- Sethuraman Panchanathan[114]
- Swapan Kumar Pati[115]
- Aloke Paul[116]
- Beena Pillai[117]
- Thalappil Pradeep[118]
- Balaji Prakash[119]
- Ram Rajasekharan[120]
- Madan Rao[121]
- Gundabathula Venkateswara Rao[122]
- D. Srinivasa Reddy[123]
- Rajendra Prasad Roy[124]
- R. Sankararamakrishnan[125]
- V. K. Saraswat[126]
- Sagar Sengupta[127]
- Kailasavadivoo Sivan|K. Sivan[128]
- R. Sowdhamini[129]
- K. R. Sreenivasan[130]
- Sargur Srihari[131]
- Narayanaswamy Srinivasan[132]
- P S Subramanyam|P. S. Subramanyam[133]
- Janardhana Swamy[134]
- H. V. Thulasiram[135]
- M. Vijayan[136]
- P. N. Vinayachandran[137]
- Rajindar Pal Wadhwa[138]
- S. Somanath[139]
- A. S. Kiran Kumar[140]
- Sukh Dev[141]
- Sitaram Rao Valluri[142]
- Kota Harinarayana[143]

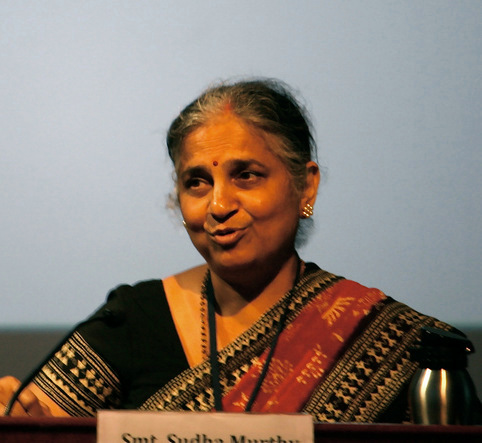
Sudha Murthy, Presidente da Fundação Infosys.
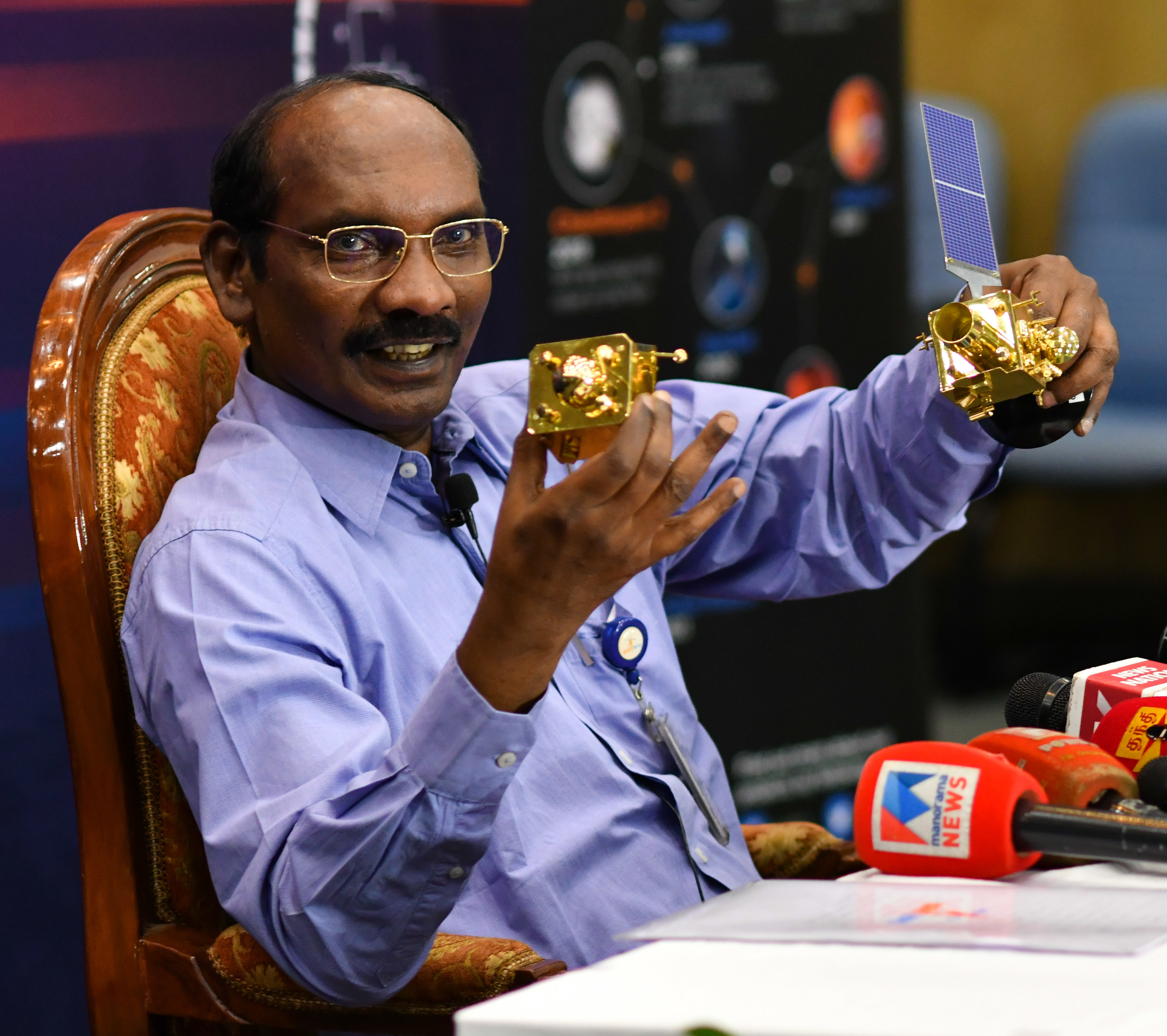
K. Sivan, Presidente da ISRO.

### Professores
Dois ex-diretores, C. V. Raman e C. N. R. Rao, foram agraciados com a mais alta honraria civil da Índia, o Bharat Ratna. Quatro ex-diretores, Sir A. G. Bourne, Sir Martin O. Forster, C. V. Raman e J. C. Ghosh, foram condecorados com o título de cavaleiro. Entre os ex-alunos do IISc, há três bolsistas Rhodes, vários membros da Royal Society e milhares de membros da Academia de Ciências da Índia e de outros países. Centenas de membros do corpo docente do IISc também receberam o Prêmio Shanti Swarup Bhatnagar de Ciência e Tecnologia, concedido a indianos que fizeram contribuições extraordinárias com menos de 45 anos de idade. Apesar dessas conquistas, nenhum ex-aluno ou membro do corpo docente do IISc ganhou um Prêmio Nobel ou uma Medalha Fields, embora C. V. Raman tenha ganhado um Prêmio Nobel antes de se tornar o primeiro diretor indiano do instituto.
- Perdur Radhakantha Adiga[147]
- P. Balaram[148]
- Dipankar Banerjee[149]
- Ganapati Shankar Bhat[150]
- Santanu Bhattacharya[151]
- Vivek Borkar[152]
- Tushar Kanti Chakraborty[153]
- Akhil Ranjan Chakravarty[154]
- Dipshikha Chakravortty[155]
- Nagasuma Chandra[156]
- Jayaraman Chandrasekhar[157]
- Srinivasan Chandrasekaran[158]
- Kamanio Chattopadhyay[159]
- Atul Chokshi[160]
- Saumitra Das[161]
- Devadas Devaprabhakara[162]
- Patrick D'Silva[163]
- K. R. K. Easwaran[164]
- Gilbert John Fowler[165]
- Rohini Godbole[166]
- Balasubramanian Gopal[167]
- Narayanaswamy Jayaraman[168]
- Chanda Jog[169]
- Kaushal Kishore[170]
- H. R. Krishnamurthy[171]
- Anurag Kumar[172]
- Narendra Kumar[173]
- Rajinder Kumar[174]
- Viswanathan Kumaran[175]
- Uday Maitra[176]
- Neelesh B. Mehta[177]
- Pramod Sadasheo Moharir[178]
- Nuggehalli Raghuveer Moudgal[179]
- Govindasamy Mugesh[180]
- Partha Sarathi Mukherjee[181]
- Manohar Lal Munjal[182]
- Kalappa Muniyappa[183]
- V. Nagaraja[184]
- Ramarathnam Narasimhan[185]
- Roddam Narasimha[186]
- Rishikesh Narayanan[187]
- Dorothy Norris
- Roland Victor Norris
- Apoorva D. Patel[188]
- Patrick D'Silva[189]
- Aloke Paul[116]
- Sunil Kumar Podder[190]
- E. S. Raja Gopal[191]
- Ashok M. Raichur[192]
- Vaidyeswaran Rajaraman[193]
- G.N. Ramachandran[194]
- Subramaniam Ramakrishnan[195]
- Chandrasekhara Venkata Raman[196]
- Suryanarayanasastry Ramasesha[197]
- Sivaraj Ramaseshan[198]
- Sriram Ramaswamy[199]
- P. N. Rangarajan[200]
- Srinivasan Sampath[201]
- Kalya Jagannath Rao[202]
- Chintamani Rao[203]
- N. Ravishankar[204]
- Dipankar Das Sarma[205]
- V. Sasisekharan[206]
- S. K. Satheesh[207]
- K. Sekar[208]
- Vijay Balakrishna Shenoy[209]
- Amit Singh[210]
- Aninda Sinha[211]
- Krityunjai Prasad Sinha[212]
- K. Sivan
- Kumaravel Somasundaram[213]
- Ajay Sood[214]
- Adusumilli Srikrishna[215]
- G. S. R. Subba Rao[216]
- Utpal S. Tatu[217]
- Sundaram Thangavelu[218]
- Siva Umapathy[219]
- Giridhar Madras[220]
- Raghavan Varadarajan[221]
- Sudhir Kumar Vempati[222]
- M. Vijayan[223]
- P. N. Vinayachandran[224]
- Sandhya Srikant Visweswariah[225]
- S. P. Chakravarti[226][227]
- S. Dhawan[228]
- Vishnu Madav Ghatage[229]